# Марс-4
«Марс-4» — советская автоматическая межпланетная станция серии М-73, запущенная 21 июля 1973 года в 19:30:59 UTC по программе «Марс». Серия М-73 состояла из четырёх АМС четвёртого поколения, предназначенных для изучения планеты Марс. Космические аппараты «Марс-4» и «Марс-5» (модификация М-73С), должны были выйти на орбиту вокруг планеты и обеспечивать связь с предназначенными для работы на поверхности автоматическими марсианскими станциями. Спускаемые аппараты с автоматическими марсианскими станциями доставляли космические аппараты «Марс-6» и «Марс-7» (модификация М-73П).
Вследствие нарушения в работе одной из бортовых систем было принято решение не включать тормозную двигательную установку «Марса-4», АМС прошла около планеты по пролётной траектории, приблизившись на минимальное расстояние 1844 км, и продолжила полет по гелиоцентрической орбите.
Идентичная по конструкции АМС «Марс-5» вышла на орбиту Марса.

## Технические характеристики
Основным конструктивным элементом, к которому крепятся агрегаты, в том числе, двигательная установка, панели солнечных батарей, параболическая остронаправленная и малонаправленные антенны, радиаторы холодного и горячего контуров системы обеспечения теплового режима и приборная часть, служит блок топливных баков двигательной установки.
Важное отличие модификаций М-73С и М-73П заключается в размещении научной аппаратуры на орбитальном аппарате: в спутниковом варианте научная аппаратура устанавливается в верхней части блока баков, в варианте со спускаемым аппаратом — на коническом переходном элементе, соединяющем приборный отсек и блок баков.
Для аппаратов экспедиции 1973 года КТДУ была модифицирована. Вместо основного двигателя 11Д425.000 установлен 11Д425А, тяга которого в режиме малой тяги составляет 1105 кг (удельный импульс — 293 секунды), а в режиме — большой тяги — 1926 кг (удельный импульс — 315 секунд).
Блок баков заменен новым — больших габаритов и объёма за счет цилиндрической вставки, при этом применены также увеличенные расходные топливные баки. Установлены дополнительные баллоны с гелием для наддува топливных баков.
В остальном орбитальные аппараты серии М-73 по компоновке и составу бортовой аппаратуры за небольшим исключением повторяли серию М-71.

### Масса
Общая масса КА «Марс-4» составила 4000 кг, в том числе сухая масса пролётного аппарата — 2187 кг. Масса научной аппаратуры орбитального аппарата (с ФТУ) — 117,8 кг. Корректирующая двигательная установка КА «Марс-4» заправлена 1692,47 кг топлива: 590,47 кг горючего и 1102,0 кг окислителя. Запас азота для газовых двигателей системы ориентации — 82,1 кг.

### Технологическая новизна проекта
Впервые в практике отечественной космонавтики в одной межпланетной экспедиции одновременно участвовали четыре автоматических космических аппарата.
При подготовке экспедиции была продолжена начатая для аппаратов серии М-71 модернизация наземных экспериментальной и испытательной баз, командно-измерительного наземного комплекса.
Так, для проверки и уточнения тепловых расчётов были созданы специальные вакуумные установки, оснащенные имитаторами солнечного излучения. Аналог автоматических КА прошёл в них полный объём комплексных тепловакуумных испытаний, задача которых состояла в проверке способности системы терморегулирования поддерживать температурный режим в заданных пределах на всех этапах эксплуатации.

## Задачи и цели полета

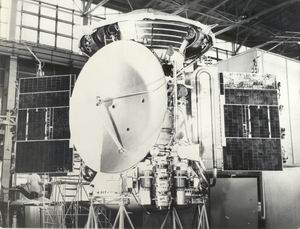
Тестирование систем аппарата.

- Создание долговременно функционирующего в околопланетном пространстве искусственного спутника Марса, воспринимающего и передающего на Землю информацию с АМС, десантированных на марсианскую поверхность КА М-73П;
- Обеспечение второго включения АМС в работу спустя сутки после посадки;
- Выполнение научной программы, во многом совпадающей с программой, выполняемой пролетными аппаратами М-73П:

- Получение цветных фотоснимков определенных участков поверхности Марса;
- Изучение распределения водяного пара по диску планеты;
- Определение газового состава и плотности атмосферы;
- Изучение рельефа по распределению СО2, определения распределения концентрации газа в атмосфере, яркостной температуры планеты и атмосферы;
- Определение диэлектрической проницаемости, поляризации и температуры поверхности планеты;
- Измерения магнитного поля по трассе перелета и вблизи планеты;
- Измерения потоков электронов и протонов на трассе перелета и у планеты;
- Исследования инфракрасного спектра планеты в области 1,5 — 5,5 мкм (в частности, для поиска органических соединений);
- Поляриметрических исследований планеты с целью определения структуры поверхности;
- Исследования спектров собственного свечения атмосферы Марса;
- Регистрации космических излучений и радиационных поясов планеты.

## Реализация проекта
Все космические аппараты серии М-73 успешно прошли весь цикл наземных испытаний. Запуски этих автоматических космических аппаратов в соответствии с советской программой исследования космического пространства и планет солнечной системы осуществлены в июле — августе 1973 года.

## Ракета-носитель
Для выведения КА серии М-73 использована четырёхступенчатая ракета-носитель «Протон-К» стартовой массой 690 тонн.

## Полёт
Взаимное расположение Земли и Марса в 1973 году требовало, чтобы скорость полёта КА была более высокой — на 250—300 м/с (900—1080 км/ч) больше, чем в 1971 году. Ограничения по общей массе выводимого на межпланетную траекторию полезного груза, определяемые возможностями существовавших средств выведения, привели к необходимости применения так называемой двухпусковой схемы полёта, согласно которой задачи доставки спускаемого аппарата и создания искусственного спутника Марса выполняются двумя разными аппаратами. С учётом необходимости их совместной работы на определённом этапе экспедиции (при функционировании АМС на марсианской поверхности) будущий спутник Марса стартует раньше второго аппарата. Отличие схем их полёта существенно лишь на завершающих этапах.
Каждый из этих аппаратов дублирован, поэтому в экспедиции принимало участие четыре КА: Марс-4, Марс-5, Марс-6 и Марс-7.
Участки выведения на межпланетные траектории и дальнейший полет вплоть до сближения с Марсом у всех аппаратов идентичны как между собой, так и с соответствующими этапами полета в 1971 году.

### Управление полётом
Для работы с КА серии М-73 использовался наземный радиотехнический комплекс «Плутон», расположенный на НИП-16 близ Евпатории. При приёме информации с космических аппаратов на больших расстояниях для повышения потенциала радиолинии применялось суммирование сигналов с двух антенн АДУ 1000 (К2 и К3) и одной антенны КТНА-200 (К-6). Выдача команд осуществлялась через антенны АДУ 1000 (К1) и П 400П (К8) на второй площадке НИП-16. Обе антенны были оснащены передатчиками дециметрового диапазона «Гарпун-4», способными излучать мощность до 200 кВт.
С точки зрения сеансного управления КА в логику функционирования бортовых систем были внесены некоторые изменения: для аппаратов М-73П исключён типовой сеанс 6Т, предназначенный для торможения и выхода на орбиту спутника Марса.
Система управления движением комплекса была разработана и изготовлена НИИ автоматики и приборостроения. Прототипом системы управления являлась вычислительная система лунного орбитального корабля, ядром которой служила БЦВМ С-530 на элементах типа «Тропа».

## Выполнение программы полета
КА «Марс-4» («М-73С» № 52) был запущен с левой пусковой установки площадки № 81 космодрома Байконур 21 июля 1973 года в 22 часа 30 минут 59,2 секунды ракетой-носителем «Протон-К». С помощью трёх ступеней ракеты-носителя «Протон-К» и первого включения ДУ разгонного блока КА был выведен на промежуточную орбиту ИСЗ высотой 174x162 км. Вторым включением ДУ разгонного блока через ~ 1 час 20 минут пассивного полёта был осуществлён переход КА на траекторию полёта к Марсу. В 23 часа 49 минут 28,4 секунды КА отделился от разгонного блока.
Через 204 суток после старта, 10 февраля 1974 года КА пролетел на расстоянии 1844 км от поверхности Марса. За 27 минут до этого момента были включены однострочные оптико-механические сканеры — телефотометры, с помощью которых проведена съёмка панорам двух областей поверхности Марса (в оранжевом и красно-инфракрасном диапазонах). За две минуты до перицентра подлетной гиперболы было включено фототелевизионное устройство с короткофокусным объективом. Проведён один 12-кадровый цикл съемки Марса с пролётной траектории на дальностях 1900/2100 км в масштабе 1:5000000. Снимки получались хорошего качества.
Вследствие неисправности ФТУ с длиннофокусным объективом, обнаруженной за 5 дней до подлёта, при пролёте это фототелевизионное устройство не включалось.
Кроме того, после пролёта КА оказался на некоторое время в радиотени от планеты, что позволило провести двухчастотное радиопросвечивание атмосферы Марса.
В ходе полета КА «Марс-4» по трассе Земля — Марс с помощью спектрометров ионов и электронов были выполнены измерения энергии частиц солнечного ветра, состава частиц, температуры и скорости отдельных компонентов солнечной плазмы, а также проведены измерения параметров межпланетных магнитных полей.

### Научные результаты
КА «Марс-4» провёл фотографирование Марса с пролётной траектории. На фотоснимках поверхности планеты, отличавшихся весьма высоким качеством, были различимы детали размером до 100 м, что ставило фотографирование в число основных средств изучения планеты. При его помощи с использованием цветных светофильтров путём синтезирования негативов были получены цветные изображения ряда участков поверхности Марса. Цветные снимки также отличались высоким качеством и были пригодны для геолого-морфологических и фотометрических исследований.
С помощью двухканального ультрафиолетового фотометра с высоким пространственным разрешением были получены фотометрические профили атмосферы у лимба планеты в недоступной для наземных наблюдений области спектра 2600—2800 A.

### Технические результаты
Программа полёта станции «Марс-4» не выполнена.